# Московский эндокринный завод
ФГУП «Московский эндокринный завод» — российское фармацевтическое предприятие, производитель препаратов и лекарственных средств, широко применяемых в эндокринологии, гинекологии, кардиологии, психиатрии, оториноларингологии, офтальмологии. Полное наименование — Федеральное государственное унитарное предприятие «Московский эндокринный завод».

## Руководство
Предприятие находится в ведении Министерства промышленности и торговли Российской Федерации. В 2014 году по результатам конкурса, организованного Минпромторгом России, директором завода назначен Фонарев Михаил Юрьевич, бывший заместитель начальника Управления по контролю за легальным оборотом наркотиков Оперативно-розыскного департамента ФСКН.

## История
Завод создан в 1943 году, на базе Московского мясокомбината имени А. И. Микояна. В условиях военного времени на заводе было организовано производство медицинских препаратов на основе эндокринного сырья, получаемого при убое скота.
В 1962 году в соответствии с распоряжением Совета Министров СССР «Московский эндокринный завод» стал государственным предприятием союзного подчинения.
В 1964 году введен в эксплуатацию новый производственный корпус завода с линиями по выпуску интермедина, адреналина, микоина, лидазы и ряда других лекарственных средств.
22 января 2020 года после реконструкции был открыт цех по производству лиофилизированных и жидких инъекционных лекарственных препаратов и глазных капель. Мощность производства цеха была увеличена до 40 млн единиц в год.
В настоящее время[когда?] на предприятии трудится свыше 700 человек. Его производственная база включает четыре основных цеха: по выпуску препаратов в ампулах и флаконах (в том числе сублимированных), таблеток и капсул, а также цеха по производству препаратов в полиэтиленовых флаконах, шприц-тюбиках и в ампулированной форме. Предприятие одним из первых в России приступило к внедрению международных стандартов производства и контроля качества GMP. В соответствии с международными требованиями обеспечивается контроль качества готовой продукции. Московский эндокринный завод обеспечивает лечебные учреждения страны необходимыми наркотическими анальгетиками.
«Продуктовый портфель» завода включает 81 наименование лекарственных препаратов восьми фармакологических групп, 60 из которых относятся к номенклатуре утверждённого Правительством Российской Федерации перечня жизненно необходимых и важнейших лекарственных препаратов (ЖНВЛП). Также Московский эндокринный завод осуществляет услуги по уничтожению наркотических средств и психотропных веществ.
В марте 2023 года изготовлена и установлена светодинамическая крышная установка и медиафасад для Московского эндокринного завода «ЭНДОФАРМ». Конструкция светодинамической вывески состоит из двух частей: первая  – объемные световые буквы, вторая – логотип «ЭНДОФАРМ». Логотип представляет собой закрытую объемную конструкцию, с лицевой поверхностью в виде логотипа «ЭНДОФАРМ», на которую  установлена подсветка с меняющими цвет светодиодами согласно программе. В лицевую поверхность букв ЭНДОФАРМ также установлены  светодиоды для подсветки с реализацией светодинамического эффекта. На логотипе светодиоды с размером линзы 6мм установлены с шагом 25 мм. Х 25мм. Такой шаг позволяет транслировать на поверхности логотипа ФЛЭШ-анимационную картинку. На буквах светодиоды с размером линзы 16 мм. установлены с шагом 35 мм. Х 35 мм.

## Эмблема
В 60-х годах запущено производство Пантокрина, так называемого «Эликсира здоровья и долголетия», из пантов марала. С этого времени силуэт благородного оленя стал эмблемой «Московского эндокринного завода», а позднее он был принят в качестве логотипа.

## Награды
- Орден Почёта (8 декабря 2024 года) — за вклад в развитие фармацевтической промышленности и достигнутые трудовые успехи[9]